# 포트리스 (애니메이션)
《포트리스》는 대한민국 온라인 게임 포트리스 2 블루를 원작으로 동우에이앤이와 선라이즈가 공동으로 제작한 TV 애니메이션이다. 원작의 캐릭터들을 모델로 한 12명의 포트리스 기사가 등장한다.

## 주요 등장인물

### 포트리스 기사단
캐롯(드래곤 블루)(일본어: ドラゴンブルー) Karot
성우 : 김승준(대한민국), 카와모토 카츠히코(일본)
이야기의 주인공으로 캐롯탱크 영웅. 포트리스 기사의 한 명이며 리더 같은 존재이다. 과거, 포트리스 퓨러와 맞서 싸웠던 청룡 포트리스의 의지와 무장 변형의 뒤를 잇고 있다. 포트리스 월드의 변경지역 마을에서 평온한 생활을 보내고 있었지만, 다크 포트리스가 나타난 이후로 듀크, 디그다그와 함께 평화를 위해 일어선다. 진지하고 직선적인 성격이지만, 본성이 올곧고 남을 믿어주는 구석이 있다. 유마와 함께 합체를 함으로써, 무한의 힘을 사용할 수 있다.
라이즈모드 : 청룡
주력무기 : 청룡포, 트리플 포탄, 드래곤 스핀, 청룡파동탄, 드래곤 클래시, 청룡 분열탄 등
듀크(타이거 바렐)(일본어: タイガーバレル) Duke
성우 : 홍성헌(대한민국), 사쿠야 슌스케(일본)
포트리스 기사 중 한 명이며 듀크탱크 영웅이다. 다크 포트리스의 침략 활동이 시작되기 전까지는 사막지역을 경호하고 있었다. 캐롯과 전술에 있어서 때때로 대립하기도 하지만, 타고난 시원한 성격 덕분에 전체를 꿰뚫어보는 판단력의 소유자이다. (여자를 너무 좋아하는 탓에, 가끔 평화가 아닌 여자친구를 목적으로 여행을 하는 게 아닌가 하는 의심도 들지만, 싸움에 있어서는 몸을 사리지 않는다.)
라이즈모드 : 백호
주력무기 : 더블 포탄, 백호포, 타이거 크로우, 백호 파동탄, 백호 연발탄 등
디그(듀얼 로제)(일본어: デュアルローゼ) Dig
성우 : 이원준(대한민국), 챠후린(일본)
다그(듀얼 캐리)(일본어: デュアルキャリー) Dag
성우 : 최문자(대한민국), 카미야 히로시(일본)
포트리스 기사 중 한 명이며 미사일탱크의 영웅이다. 하늘을 날 수 있기에, 공중요격을 담당한다. 미사일 부분이 형인 디그, 본체 부분이 동생인 다그이다. 미사일과 본체 부분은 서로 독자적인 의사를 지닌 형제로, 사이가 좋아보인다. 과거에 다크 포트리스의 공격에 의해 친구들을 잃은 기억이 있다. 다그는 영화나 문학 등의 지식이 풍부하고, 디그는 패션 등의 화려한 것에 취미가 있다.
라이즈형태 : 봉황
주력무기 : 봉황파동탄, 디그미사일, 다그 파이어 등
캐논(캐논검)(일본어: キャノンガム) Cannon
성우 : 오인성(대한민국), 미야케 켄타(일본)
포트리스 기사단 중 다혈질의 성격의 소유자로 캐논 영웅. 다크 포트리스의 출현 이후 고향을 떠나 숲과 황야를 지키면서 다크군과 계속 싸우고 있다.궁지에 빠져도 머리보다 힘으로만 돌파하려는 타입이다. 힘은 12명의 포트리스 기사들중 최강이다
라이즈모드 : 미노타우로스
주력무기 : 캐논포, 캐논 파동탄, 미노타우로스 자석뿔, 캐논킥, 캐논 펀치
유니콘(크로스 다가)(일본어: クロスダーガ) Unicorn
성우 : 정승욱(대한민국), 타케와카 타쿠마(일본)
산림과 산악지대를 수호하는 포트리스 기사로 크로스보우 영웅. 처음에는 캐롯 일행이 다크군의 부하라고 오해를 했지만, 캐롯 일행의 목적이 다크포트리스의 격파라는 걸 안 뒤에는, 여러 작전에서 도움을 주고 있다. 빠른 기동과 정확한 사격이 일품.
라이즈모드 : 유니콘
주력무기 : 포이즌 애로우, 화살 레이저
캐터(캐터펄트커터)(일본어: カタパルトカタ) Cata
성우 : 오인성(대한민국), 타치키 후미히코(일본)
온화한 성격의 포트리스 기사로 캐터펄트 영웅. 포트리스 위원장을 맡고 있으며 그들의 경호나 호위의 임무를 맡고 있다. 자신의 의지나 생각을 주장하는 타입은 아니지만, 판단력과 결단력이 재빠르고 정확하다. 기동과 화력에 비해, 방어와 수비가 뛰어나다.
라이즈모드 : 현무
주력무기 : 캐터파이어, 현무 플라즈마탄
트리톤(포세 바유트)(일본어: ポセバイユート) Triton
성우 : 정승욱(대한민국), 아마다 마사토(일본)
수중전이 가능한 포트리스 기사로 포세이돈 영웅. 같은 해전 타입의 징고와는 라이벌관계이다. 징고와는, 자신의 옛 여자친구에 대한 일이 있어, 더욱 사이가 좋지 않다. 다른 포트리스 기사들이 난해해하는 수중전의 임무를 주로 맡아서 해결한다.
라이즈모드 : 머맨
주력무기 : 트리톤 파동탄, 포세이돈 강철 크로우
불칸(마인 스포켄)(일본어: マインスポーケン) Bulkan
성우 : 오인성(대한민국), 아오야마 유타카(일본)
트라칸의 형인 마인랜더 영웅으로 천재과학자이다. 전쟁보다는 과학의 실험과 탐구에 관심이 많아 다크 포트리스의 아래에서 일을 했었지만, 다크 포트리스의 진짜 모습을 알게 된 뒤로는 트라칸과 함께 카르마와 이오나, 징고보다 일찍 다크 포트리스에게 등을 돌리고 캐롯일행과 함께 다크군과 맞서고 있다. 유마에게 슈퍼라이즈를 가능하게 하는 리볼버와 탄환을 준다. 평소에는 전용 수송기를 운용해, 각지로 이동한다.
라이즈모드 : 키메라
주력무기 : 불칸 수류탄, 불칸 파동탄, 키마이라 어둠의 안개
트라칸(멀티 코코파)(일본어: マルチココパ) Trakhan
성우 : 정승욱(대한민국), 키시오 다이스케(일본)
불칸의 동생으로, 형 못지않은 실력을 가진 과학자이며 멀티미사일탱크 영웅. 단순히 현상에 관심을 가지는 형과는 달리, 현상의 인과관계를 철저히 분석해내, 결론의 Q.E.D.를 정립해낸다. 유마에게 슈퍼라이즈를 가능하게 하는 리볼버를 준다. 형과 함께 있을 시, 협동공격(불칸-트라칸 화이어)을 할 수 있다. 단 것을 좋아한다고 한다.
라이즈모드 : 케르베로스
주력무기 :트라칸 미사일, 케르베로스 지옥불

### 해방군
레이첼(아젠다 가미)(일본어: アジェンダ・ガミー)
성우 : 마도노 미츠아키
쟈니스(크레일 단)(일본어: クレール・ダン)
성우 : 코지마 사치코
지나(일본어: ジーナ)
성우 : 마츠이 나오코
무희이자, 여자스파이. 과거 트리톤과 연인 관계였다. 그 때문에 징고와 트리톤의 사이가 더욱 나빠진다.
삐뽀(차벡)(일본어: チャペック)
성우 : 호리우치 켄유
데커드(플레임)(일본어: フレイム・ボンベーロ)
성우 : 후루카와 토시오

### 페르타크(헤르타크)
아스타슈(일본어: アスタッシュ)
성우 : 코모리 소스케

### 코자이
마체트(일본어: マチェット)
성우 : 후루야 토오루

### 인간
유마(일본어: ユウマ) Yuma
성우 : 이선주(대한민국), 시라이시 료코(일본)
시공의 뒤틀린 공간을 통해 갑자기 나타난 인간 소년. 기억을 모두 잃어버린 탓에 과거는 알 수 없다. 포트리스 기사와 융합하는 것으로, 그 메커니즘과 합일, 특수한 능력을 발휘하게 된다. 천진난만, 호기심 왕성한 성격으로, 다크 포트리스에게 적대심을 불태우면서도, 한편으로는 포트리스 기사와의 여행을 즐기는 면도 있는 듯. 사실 기계와의 융합 능력은, 유마가 인간세계에서 뮤턴트였기 때문이며, 거대 컴퓨터가 지배하던 그의 나라에서는 그를 두려워해, 기억을 모두 지운 채 시공의 밖으로 던져버린 것. 유마열매를 먹는다.
아이오(일본어: アイオー)
성우 : 강수진(대한민국), 미야타 코우키(일본)
다크 포트리스에 의해 소환된 스트레인저 사냥꾼으로, 유마와 같은 스트레인저들을 처치하는 임무를 띠고 있다. 다크 포트리스가 만든 적마룡과 융합할 수 있으며 나중에는 완성된 암흑 대마룡과 융합하여 유마를 죽인다. 그러나 이후 자신의 임무는 다했다고 생각하여 다크 포트리스에게서 도망치게 되고 나중에는 다크 포트리스에게 잡혀서 다크 포트리스와 암흑대마룡이 융합하는 데 필요한 생체에너지를 빼앗기고는 죽는다. 죽기 직전 인간세계의 전철을 밟지 말아야겠다는 생각에 자신의 남은 생체에너지를 이용해 유마를 살린다.

### 다크군
다크 포트리스(일본어: ダークポトリス) Dark Portriss
성우 : 신성호(대한민국), 하시 타카야(일본)
포트리스 월드를 정복·지배하고자 하는 독재자. 그 정체는, 과거 포트리스 월드에 전쟁을 일으켰지만, 초대 포트리스 기사단에 의해 타도되었던 포트리스 퓨러이다. 차갑고 냉혹한 다크군의 사령관으로서, 포트리스 월드의 지배를 위해서는 수단과 방법을 가리지 않는다. 참고로, 다크 포트리스는 오리지널이므로, 게임판인 포트리스 2에 등장하지 않는다.
카르마(레이저 파사마)(일본어: レーザーパサマ) Karma
성우 : 정미숙(대한민국), 메구로 미나(일본)
다크군의 사령관 중 하나로서 배신자 3인방중 한명, 레이저탱크 영웅이며 다크 포트리스의 최측근이다. 레이저만을 활용하여 전투를 한다. 이전에는 포트리스 기사단 중 한 명이었으나 다크 포트리스에게 충성을 맹세하고 다크군의 사령관으로 임명되었다. 출세를 위해 다크 포트리스에게 아부를 많이한다. 대체로 말괄량이의 기질이 강하다. 나중에 다크 포트리스에게서 버림을 받은 것을 계기로 다크 포트리스에게 등을 돌리고 포트리스 기사단에 합류하여 그들과 함께 싸우게 된다. 탱크모드일 때와 라이즈모드일 때의 무기가 동일하다.
라이즈모드 : 와이번
주력무기 : 썬더볼, 순간 레이저포, 비룡 트리플 썬더
이오나(이온 엘가)(일본어: イオンエルガー) Iona
성우 : 이선(대한민국), 스기모토 유우(일본)
이온 어택커 영웅으로, 전직 포트리스 기사이자 다크군의 사령관이다. 주로 이온을 무기로 사용하나 가끔씩 위성을 이용한 공격을 하기도 한다. 또한 예민한 성격때문에 히스테리를 자주 부린다. 나중에 카르마와 같이 다크 포트리스에게 등을 돌리고 포트리스 기사단에 합류한다.
라이즈모드 : 가루다
주력무기 : 이온 파동탄, 위성 레이저포, 이온 회오리
징고(세코 잉갈)(일본어: セコインガル) Jingo
성우 : 오인성(대한민국), 우에다 유지(일본)
다크군의 사령관 중 한 명이며 셰크윈드 영웅이다. 다른 사령관들처럼 전직 포트리스 기사이다. 다크군 사령관 중에서 유일하게 수중전을 할 수 있기 때문에 트리톤에게 라이벌 의식을 느끼지만 번번이 패한다. 아주 우유부단한 성격이다. 나중에 다크 포트리스에게 버림받은 뒤 그에게 등을 돌리고 포트리스 기사단에 합류하게 된다.
라이즈모드 : 크라켄
주력무기 : 징고 크라켄 파동탄, 징고링, 먹물연막탄
흑마룡(블랙 데빌 탱크 흑마룡)(일본어: ブラックデビルタンク・黒魔龍) Dark Dragon
성우 : 정승욱(대한민국), 코스기 쥬로타(일본)
다크 포트리스가 최초로 만들어 낸 포트리스 라이즈가 가능한 생명체. 처음에는 다크 포트리스의 부하였다. 캐롯을 파괴할 수 있는 자는 본인분이라고 믿고 있으며, 나중에는 캐롯의 인간성에 감동받아 캐롯과 정정당당하게 싸워서 이기겠다는 꿈을 가지게 된다. 그리하여 다크 포트리스와 결별하게 되고 암흑 대마룡을 물리치는 데 도움을 준다.시공이동장치를 가지고 있어, 공간이동을 할 수 있다. 참고로, 흑마룡은 오리지널이므로, 게임판인 포트리스 2에 등장하지 않는다. 복제품은 적마룡.
라이즈모드 : 흑룡
주력무기 : 흑룡포, 흑룡 파동탄, 흑룡 대회전포, 블랙 파이어

## 줄거리

### 프롤로그
포트리스 월드
오랜 역사를 지니고 있는 포트리스 행성. 아주 오래전에는 인류와 거의 비슷한 생명체(퍼스트 포트리스 생명체)가 고도의 문명을 이루며 살고 있었다. 그러던 어느날 운석과의 충돌이 일어나고, 그들은 멸망하게 된다. 그 후 포트리스 행성은 죽음의 세계로 변모되어 간다. 그러나, 생명체가 살 수 없는 그런 자연환경 속에서도 어렵게 살아남은 퍼스트 포트리스 생명체들은 열악한 자연환경에 순응하기 위해 조용한 진화를 계속한다. 그리하여 마침내 탄생한 것이 세컨드 포트리스 생명체이다. 이 생명체는 인류와는 분명히 다른 점이 있었는데, 그것은 몸을 구성하는 요소가 행성 내에 존재하고 있었던 중금속 원소로 되어 있는 무기물(메카닉)이었던 것이다. 그리하여 포트리스 행성은 새로운 생물의 탄생과 번영의 무대로 변화해 나가게 된다.
포트리스 월드, 전란의 상처
이야기의 발단으로부터 수백년이 지나고, 독재자 포트리스 퓨러로 인해 세계는 혼란에 휩싸이고, 거리와 마을들은 연이은 전투 속에서 파괴되어만 간다. 그러한 포트리스 퓨러에게 반기를 들고 일어선 것이 초대 포트리스 기사이다. 그들의 뛰어난 전투능력과 숭고한 정신은 독재자인 포트리스 퓨러를 쓰러뜨리고, 기나긴 전쟁을 종결시킴으로써 포트리스 월드에 평화가 깃들이게 된다.
포트리스 기사의 재집결
그 후 포트리스 월드에는 오랜 평화가 지속된다. 이러한 평화의 세상에 갑작스레 나타난 것이 또 다른 독재자 다크 포트리스. 포트리스 월드를 악의 마수로부터 지켜내기 위해 '포트리스 기사'가 집결하게 되고, 그들은 초대 포트리스 기사의 무장 변형능력과 강한 의지를 이어받아 포트리스 라이즈(변신)라는 기능을 지니게 되고, 전투 시에는 탱크로부터 인간형 로봇으로 모드를 변경하는 것도 가능하다. 더욱이 스트레인저와의 융합으로 더욱 강력한 힘을 발휘할 수도 있다. 독재자 다크 포트리스의 목적은 초시공 파괴포를 완성시켜 꿈의 거대 컴퓨터와 융합시키는 것. 이렇게 해서 신과 같은 영원성을 갖고자 하는 것이다. 포트리스 기사는 다크 포트리스 군대를 물리치고 평화를 되찾기 위해 일어선다.
이야기의 발단
다크 포트리스 군대의 본거지인 바벨탑에 포트리스 기사인 캐롯, 듀크, 디그다그가 잠입한다. 다크 포트리스를 타도할 기회는 지금밖에 없다고 확신하고 있던 포트리스 기사단이었지만, 모든 것은 다크 포트리스의 손바닥 안에 있었다. 바벨탑의 내부는 완전히 텅 비어 있었고, 사실은 이 곳이 초시공 파괴포의 발사대였던 것이다. 포트리스 기사들을 제거할 수 있는 절호의 기회라고 생각하고 다크 포트리스가 초시공 파괴포의 스위치에 손을 대는 순간 하늘로부터 갑자기 캡슐에 들어있는 소년이 떨어져 내려온다. 캐롯과 융합하여 포트리스 라이즈를 시키는 특수한 능력을 발휘하는 소년. 다크 포트리스에게 경이적인 힘을 보여 준 포트리스 기사들과 소년은 초시공 파괴포의 공격으로 멀리 떨어진 지역으로 날려 보내진다. 포트리스 기사단과 소년 일행은 다시 험난한 전투 지역을 거치며 바벨탑을 향하여 나아가게 된다.

### 본 줄거리
다크 포트리스는 스트레인저의 융합과정을 보고 포트리스 라이즈의 매커니즘을 파악해낸다. 그리하여 다크 포트리스는 흑마룡이라는 포트리스 라이즈가 가능한 생명체를 만들어낸다.
기사단은 다크 시티로 나아가던 도중 흑마룡에게 공격을 받게 된다. 흑마룡의 막강한 힘에 고전을 면치 못하던 도중 유마는 흑마룡을 견제하다가 공격을 받고 기절하게 된다. 근처 의사에게서 스트레인저에게는 유마열매와 물이 에너지원이라는 말을 듣고 캐롯은 홀로 스트레인저를 태우고 유마열매를 구하여 스트레인저에게 공급한다. 기력을 회복한 스트레인저는 캐롯과 융합하여 흑마룡을 쓰러뜨린다.
이후 스트레인저는 열매 이름에서 따온 '유마'라는 이름을 얻게 된다. 유마는 이후로 포트리스 기사단과 동행하면서 필요시마다 캐롯과 융합해 포트리스 기사단의 승리에 일조한다.
포트리스 기사단은 이오나의 포로수송열차를 공격하던 도중 캐논을 만나게 된다. 그 이후 숲속에서 유니콘을 만나게 된다. 유니콘과 힘을 합친 포트리스 기사단은 숲속에서의 전투에서 승리를 거둔다. 이후 유니콘은 다른 기사단이 위기에 빠질때마다 자신의 목숨을 아끼지 않고 도움을 주게 된다.
그 이후 포트리스 위원회인 쟈디스를 호위하는 캐터를 알게 된다. 쟈디스는 너무 어린 탓에 포트리스 위원임에도 불구하고 세계를 구하는 싸움에 두려움을 느끼지만, 포트리스 기사단의 도움에 자신감을 회복하게 되고 포트리스 월드의 자유와 평화를 위해 싸우게 된다.
해변의 마을이 폭격을 당하고 있다는 소식에, 포트리스 기사단은 폭격기가 주기하고 있는 항공모함을 공격하기 위해 잠입작전을 시도하게 되고 그 과정에서 새로운 기사단원 트리톤과 조우 & 합류하게 된다. 트리톤의 도움에 항공모함 폭파에 성공하게 되고 마을은 안정을 되찾게 된다.
이후 포트리스 기사단은 다시 떠나게 되나, 도중 다크군의 신종병기 미사일의 기습을 받게 된다. 미사일의 정보를 빼오기 위해 다크군의 미사일 공장에 잠입하지만, 그곳에서 연구원으로 근무하는 불칸-트라칸 형제에게 발각되어 생존의 기로에 서게 된다. 하지만, 자신들이 포트리스 기사임을 알게 된 형제의 기지로 목숨을 건지게 된다.
이후 기사단은 다크군의 지하기지를 찾게 되고 그곳에 있던 카르마를 무찌르고 시민들을 구출해내던 도중 지하기지에서 건설중이던 초대형 전차인 '다크 메가탱크'를 상대하게 된다. 다크 메가탱크는 북쪽대륙 그라시아를 정복하기 위해 다크 포트리스가 직접 조종하는 탱크이다. 기사단의 작전에도 불구하고, 다크 메가탱크는 그라시아에 도착하게 되지만, 포트리스 기사단의 집요한 공격과 저온에 대한 내구력 약화로 파괴되어, 다크 포트리스의 그라시아 정복은 실패로 끝난다.
이후 화산섬에 많은 양의 에너지가 있고 다크군이 이 에너지를 채취하고 있다는 첩보를 파악한 포트리스 기사단은 에너지의 파괴를 위해 화산섬에 잠입하게 된다. 그 과정에서 이 에너지가 유마와 반응하는 것을 목격하게 된다. 다크군의 반격에 궁지에 몰린 포트리스 기사단은 불칸-트라칸 형제의 도움으로 후퇴하게 된다. 불칸과 트라칸은 유마에게 새로운 무기인 '유마 리볼버'와 탄환을 제공한다. 이후 다시 화산섬에 침입한 포트리스 기사단은, 유마와 반응한 미지의 에너지로 인해 슈퍼 라이즈를 할 수 있게 되고, 더욱 강력해진 형태로 다크군에 맞선다.
이에 고무된 포트리스 기사단은 다크 시티로의 여정을 서두른다. 다크 시티에 다다랐을 때 디그다그의 옛 친구인 프로이드를 만나 다크 포트리스가 새로 만드는 천하무적 생명체의 부품수송에 대한 정보를 입수한다. 그러나 포트리스 기사단은 부품수송열차를 파괴하는 데 실패하고, 다크 포트리스는 부품을 이용해 천하무적 생명체 '적마룡'을 완성하게 된다.
다크시티로 진격한 포트리스 기사단은 다크시티 함락을 눈앞에 두고, 다크 포트리한테 유마를 납치당한다. 완성된 초시공 파괴포를 가동하는 데 유마의 생체에너지가 필요했기 때문. 다크 포트리스는 유마의 생체에너지의 수집에 성공하나, 유마는 유마 리볼버를 이용해 탈출한다. 유마는 자신의 생체에너지로 초시공 파괴포를 가열시켜 초시공 파괴포의 가동을 중단시킨다. 그러나 초시공 파괴포는 이내 발사되고 제 2의 스트레인저가 소환된다. 다크 포트리스는 제 2의 스트레인저, 그리고 적마룡과 함께 다크 시티를 탈출한다.
결전의 날 이후, 다크군의 사령관이었던 카르마, 이오나, 징고는 포로로 체포되지만, 얼마후 수용소를 탈출하여 다크 포트리스를 찾아나선다. 다크 시티가 완전히 함락된 후 포트리스 위원회는 다크 시티의 이름을 '피스 시티'로 바꾼 후 재개발을 진행한다.
이후 다크 포트리스를 찾기 위해 쟈디스로부터 포트리스 위원 최고 장로인 알타 로이테를 찾아가라는 충고를 들은 포트리스 기사단은, 그를 만나게 된다. 이때 초시공 파괴포로 인해 상처입은 흑마룡과 조우하게 된다. 캐롯은 같은 조건에서 싸우기 위해 흑마룡의 선공을 받아들이고, 혼란스러워진 흑마룡은 캐롯과 정정당당하게 싸워서 이기겠다는 꿈을 가진 채 사라진다. 흑마룡이 떠난 후 기사단은, 과거 포트리스 행성의 역사를 알타 로이테로부터 듣게 되고 다크 포트리스의 계획을 알게 된다. 이는 과거 인간문명을 멸망시킨 '우주 최강 파괴무기'를 재조립하여 포트리스 월드를 완전히 정복하고 그 과정에서 제 2의 스트레인저(아이오)의 힘을 이용하겠다는 것이었다.
그리하여 포트리스 기사단은 이 파괴무기의 조립을 저지하기 위해 총력을 다하나 아이오와 융합하여 더욱 강해진 적마룡의 공격과 부품을 습득하여 다크 포트리스에게서 다시 총애를 받으려는 전 다크군 사령관의 방해에 작전은 실패로 돌아가고 부품이 조립되어 파괴무기(암흑대마룡)은 완성된다. 이 과정에서 전 다크군 사령관들은 캐롯을 납치하여 다크 포트리스를 찾아가나 또다시 퇴짜를 맞게 된다. 캐롯과 함께 지하로 떨어진 전 다크군 사령관들은 곧 다른 포트리스 기사단들에 의해 구조되고 전 다크군 사령관들은 포트리스 기사단과 결별하게 된다.
암흑대마룡은 엄청난 파워로 포트리스 기사단을 제압한다. 그리하여 아이오는 유마를 살해하는 데 성공하고 다크 포트리스는 이 기세로 캐롯까지 사살하려고 하나 흑마룡이 다시 나타나서 포트리스 기사단을 구출한다. 유마의 희생에 포트리스 기사단이 슬퍼할 무렵 아이오는 스트레인저를 사살하였다는 이유만으로 다크 포트리스로부터 도망치게 된다. 자신이 암흑대마룡과 융합하기 위해서는 아이오의 생체 에너지가 필요했기 때문에 다크 포트리스는 그를 뒤쫓는다. 아이오는 포트리스 기사단에 의해 구출되고 다크 포트리스와 암흑대마룡에 의해 포트리스 월드가 파괴되는 것을 보고 이전 시대의 전철을 밟지 말아야겠다는 생각에 자신의 생체 에너지를 이용하여 유마를 다시 살려낸다. 그러나 아이오는 이내 생포되고 다크 포트리스는 아이오의 남은 생체에너지를 이용하여 자신과 암흑대마룡과 융합하게 된다.
이전보다 훨씬 강해진 암흑대마룡에 포트리스 기사단은 피스 시티까지 후퇴하게 된다. 포트리스 기사단은 이 곳에서 최후의 일전을 벌이나 암흑대마룡에게 밀리게 된다. 이때 전 다크군 사령관들이 포트리스 기사단에 합류하게 되고 이로써 포트리스 기사단은 전력을 회복하게 된다. (12명 전부 집합) 이 기세를 이어 캐롯은 유마의 생체에너지로 암흑대마룡에 융합하여 다크 포트리스와 직접 싸우게 되고 나머지 포트리스 기사단은 합심하여 암흑대마룡을 파괴하여 다크 포트리스를 사살하는 데 성공한다. 이로써 긴 전쟁은 끝나게 되고 포트리스 월드에는 평화가 되찾아오게 된다.

## 방영 목록
포트리스가 국내에서 DVD로 발매했을 당시에는 10화가 13화로 이동했고, 13화 전에 있던 에피소드들이 전부 하나씩 앞당겨져서 나왔다.
| 화수 | 서브 타이틀                                                                                 | 화수 | 서브 타이틀                                                                                         |
| ---- | ------------------------------------------------------------------------------------------- | ---- | --------------------------------------------------------------------------------------------------- |
| 1    | 포트리스 기사단, 다크시티에 도착하다(다크 시티 최후의 싸움!, ダークシティ最期の戦い！)      | 27   | 초시공 대작전(초무한합체! 오메가 격렬탄!, 超無限合体！オメガ激烈弾！)                               |
| 2    | 최강병기 흑마룡(최강병기 흑마룡!, 最強兵器黒魔龍！)                                         | 28   | 용기있는 자가 버리는 것(열사의 싸움! 용자 아스타슈, 熱砂の戦い！勇者アスタッシュ)                   |
| 3    | 광산의 결투(광산의 결투!, 鉱山の決闘！)                                                     | 29   | 오늘의 친구, 내일의 적(열사의 싸움! 강적 장기에프, 熱砂の戦い！強敵ザンギエフ)                      |
| 4    | 황야의 기사 캐논(캐논과의 만남!, キャノンとの出会い！)                                      | 30   | 그들만의 전쟁(거리 저항의 시작, 街 抵抗の始まり)                                                    |
| 5    | 유마가 위험하다!!(노려진 유마!, 狙われたユウマ！)                                           | 31   | 분노의 역류(운하의 싸움! 파도타는 나이츠!, 運河の戦い！波乗りナイツ！)                              |
| 6    | 고독의 기사 유니콘(숲의 전사 크로스 다가!, 森の戦士クロスダーガ！)                          | 32   | 포트리스 기사단이 줄었어요(킨발트 박사의 마이크로 애정, キンバルト博士のミクロな愛情)               |
| 7    | 떠돌이 기사의 우정(트랩 존의 싸움!, トラップゾーンの戦い！)                                 | 33   | 못말리는 마르코(소년 탱크 마르코와의 만남, 少年タンク マルコとの出会い)                             |
| 8    | 쟈디스, 그녀의 도전(조용한 기사! 캐터팔트!, 静かなる騎士！カタパルト！)                     | 34   | 침묵의 언덕(우정! 사일런트 힐의 싸움, 友情！サイレントヒルの戦い)                                   |
| 9    | 바다의 사나이 트리톤(바다의 남자 포세바유트!, 海の男ポセバイユート！)                       | 35   | 돌격! 할아버지(저돌맹진! 할아버지 탱크 파워!, 猪突猛進！老タンクパワー！)                           |
| 10   | 포트리스 기사의 긍지(마인·멀티 형제의 정!, マイン・マルチ兄弟の絆！)                        | 36   | 프로이드, 우린 널 믿어(로제·캐리 운명의 재회, ロゼ・キャリー運命の再会)                             |
| 11   | 지하기지의 비밀(홍련의 불꽃으로부터 탈출!, 紅蓮の炎からの脱出！)                            | 37   | 폭주특급(폭주특급! 미끼작전을 저지하라, 爆走特急！囮作戦を阻止せよ)                                 |
| 12   | 기습작전! 메가탱크를 파괴하라(기습작전! 메가탱크를 파괴하라!, 奇襲作戦！メガタンクを倒せ！) | 38   | 공포의 화신 적마룡(강적! 적마룡 등장, 強敵！赤魔龍登場)                                             |
| 13   | 그라시아를 지켜라!(북쪽 대지를 지켜라!, 北の大地を守れ！)                                   | 39   | 결전의 그날!(대격전! 다크의 야망을 쳐부수어라, 大激戦！ダークの野望を打ち砕け)                      |
| 14   | 배신자의 고향(고향으로의 질주!, 故郷への疾走！)                                             | 40   | 다크시티, 최후의 공격(대격전! 초시공 파괴포 발사!, 大激戦！超時空破壊砲発射！)                      |
| 15   | 허공의 기갑사단(환상의 군단, まぼろしの軍団！)                                              | 41   | 용의 대결(블루VS흑마룡, ブルーVS黒魔龍)                                                             |
| 16   | 유마는 예언가?(유마의 예지능력, ユウマの予知能力)                                           | 42   | 스트레인저의 비밀(ストレンジャーの秘密)                                                             |
| 17   | 오리모 강의 다리(포트리스 나이츠 절체절명, ポトリスナイツ絶体絶命)                          | 43   | 스트레인저 대 스트레인저(격돌! 두 사람의 스트레인저, 激突！ふたりのストレンジャー)                  |
| 18   | 포트리스 기사단 TV 출현!(제인의 카메라로 대핀치!, ジェーンのカメラで大ピンチ！)             | 44   | 마지막으로 해야 할 일(탈환하라! 제2의 파츠, 奪回せよ！第二のパーツ)                                 |
| 19   | 그림자 사냥꾼 데스멘더!(나이츠 위험! 모습없는 악마!, ナイツ危うし！姿なき悪魔！             | 45   | 대탈주 3인방(대탈주! 다크군 3간부, 大脱走！ダーク軍三幹部)                                          |
| 20   | 분노의 폭발!(거리를 지키는 소방 포트리스!, 街を守る消防ポトリス！)                          | 46   | 설원의 레이스(트라이앵글 배틀! 제3의 파츠, トライアングルバトル！第三のパーツ)                      |
| 21   | 겁쟁이 삐뽀(축포가게 차벡 힘내다!, 祝砲屋チャペック頑張る！)                                | 47   | 흑마룡의 반란(다크군 비밀기지를 찾아라!, ダーク軍秘密基地を探せ！)                                  |
| 22   | 내가 사랑한 스파이(여자 스파이? 무희 지나, 女スパイ？踊り子ジーナ)                          | 48   | 흑마룡의 선택(드래곤 블루 절체절명!, ドラゴンブルー絶体絶命！)                                      |
| 23   | 생존의 진실(수수께끼의 병원?! 살아남은 블루)(謎の病院!? 生き残ったブルー)                   | 49   | 최후의 부품쟁탈전(최후의 파츠! 수수께끼의 해저유적, 最後のパーツ！謎の海底遺跡)                     |
| 24   | 저주받은 피라미드(만남! 수수께끼의 피라미드!, 遭遇！謎のピラミッド！)                       | 50   | 암흑 대마룡의 부활(궁극의 병기! 다크 데스트로이아, 究極の兵器！ダークデストロイア)                  |
| 25   | 융합에너지의 비밀(결전의 섬! 다크 대 나이츠, 決戦の島！ダーク対ナイツ)                      | 51   | 스트레인저의 최후?(ストレンジャーの最期？)                                                          |
| 26   | 포트리스 슈퍼라이즈(결전의 섬! 유마 발동!, 決戦の島！ユウマ発動！)                          | 52   | 다크 포트리스, 최후의 심판(포트리스 나이츠! 정의의 깃발 아래에서, ポトリスナイツ！正義の旗のもとに) |

## 서적 정보
포트리스 방영 이후 두 나라에서 이 애니메이션을 모태로 한 만화나 소설이 발표되었다.
포트리스
글 : 유경원
그림 : 최정익
총 5권으로 이루어져 있으며 포트리스 애니메이션의 줄거리를 약간 변형하여 '팡팡'에 연재했던 만화이다. 대체로 애니메이션과 게임의 캐릭터 간 괴리를 줄이기 위해 노력을 하였으며 결말에서 징고만이 포트리스 기사단에 복귀하게 되고 카르마와 이오나는 도주하게 된다는 점이 원작 애니메이션과 다른 점이다.
업그레이드 포트리스
저자 : 와타루 타모리
총 3권으로 이루어져 있으며, 일본인이 집필한 만화책이며 캐릭터들이 단순화되어있는 것이 특징이다. 다크군 사령관들이 포트리스 기사단에 복귀하게 되는 계기가 캐롯의 인간성에 감동받게 되어서라는 점이 원작 애니메이션과 다르다. 줄거리가 보다 단순하며 소재도 가벼운 것이 특징이다. 또한 왜색이 녹록치 않게 끼어있다.
소설 포트리스
저자 : 김이리
포트리스 애니메이션의 1화부터 7화까지(6화 제외)를 소설화한 책이다.